# Ustrój polityczny Mjanmy
Ustrój polityczny Mjanmy
Mjanma jest republiką parlamentarną z prezydentem – jako głową państwa i szefem rządu wybieranym na 5 lat.
Od utworzenia pierwszego demokratycznego rządu w marcu 2016, Mjanma przechodziła dynamiczne procesy demokratyzacyjne w wymiarze politycznym, ustawodawczym i gospodarczym.

## Władza ustawodawcza
Dwuizbowy parlament (Pyidaungsu Hluttaw):
- Izba Reprezentantów (Pyithu Hluttaw), 440 posłów;
- Izba Narodowości (Amyotha Hluttaw), 224 senatorów.

## Władza wykonawcza
Głową państwa w Mjanmie jest prezydent wybierany co 5 lat. Od 30 marca 2018 r. prezydentem jest Win Myint, wybrany z rekomendacji Narodowej Ligi na rzecz Demokracji (NLD).